# Lonyae Miller
Lonyae Miller (Fontana, 29 aprile 1988) è un giocatore di football americano statunitense che gioca nel ruolo di running back per i Baltimore Ravens della National Football League (NFL). Al college ha giocato a football alla Fresno State University.

## Carriera professionistica
Dopo non essere stato scelto nel Draft NFL 2010, Miller firmò coi Dallas Cowboys con cui disputò quattro partite senza tentare alcuna corsa. Dopo non essere mai sceso in campo nella stagione 2011, nel 2012 passò, senza disputare alcuna partita, prima agli Oakland Raiders, poi ai Seattle Seahawks e infine ai Baltimore Ravens con cui vinse il Super Bowl XLVII come membro della squadra di allenamento.

## Vittorie e premi
- Super Bowl : 1

Baltimore Ravens: Super Bowl XLVII
- American Football Conference Championship: 1

Baltimore Ravens: 2012

## Statistiche
| Partite totali      | 4 |
| Partite da titolare | 0 |
| Yard corse          | 0 |
| Touchdown su corsa  | 0 |

Statistiche aggiornate al 6 febbraio 2013